# Yo soy tu padre
Yo soy tu padre ist ein mexikanischer Film des Filmregisseurs Juan Bustillo Oro aus dem Jahr 1927. Bei dem Stummfilm handelt es sich um eine Komödie. 

## Handlung
Der Film erzählt die Geschichte des Professors Baltasar, der sich in eine seiner Studentinnen verliebt und diese heiraten möchte. Ihr Vater stellt für diese Verbindung zwei Bedingungen auf. Zum einen soll Baltasar reich sein und zum anderen soll er ihre Eltern seinen vorstellen. Er ist aber nicht reich und wurde von einem Pflegevater aufgezogen. Auf einmal taucht aber eine Vielzahl von Paaren auf, die behaupten, seine Eltern zu sein. Dies geschieht, weil Baltasars Pflegevater ein Schurke war, der allen Paaren, die Kinder bei ihm gelassen hatten, ihn als deren Sohn vorstellte, da die anderen Kinder an Vernachlässigung starben.
Die Produktionsgesellschaft Tufic Yazbek-Oro Sayeg-Tufic Sayeg zeichnete für den Dreh des Films verantwortlich. Yo soy tu padre war der Debütfilm von Juan Bustillo Oro, der in der Folge vor allem während der Goldenen Ära des mexikanischen Films erfolgreiche und bedeutsame Filme drehen sollte. Die Handlung basiert auf einem Roman von Maurice Leblanc.